# 183년

## 연호
- 후한(後漢) 광화(光和) 6년

## 기년
- 후한(後漢) 영제(靈帝) 16년
- 신라(新羅) 아달라 이사금(阿達羅泥師今) 30년
- 고구려(高句麗) 고국천왕(故國川王) 5년
- 백제(百濟) 초고왕(肖古王) 18년

## 사건
- 후한에서 장각이 규모가 커진 태평도를 이끌어갈 36명을 방(方)에 임명하였는데, 지휘하는 신도 수가 만여 명 정도면 대방(大方), 6~7천 명이면 소방(小方)이라고 했다.

## 탄생
- 1월 26일 - 위나라의 초대 황제 조비의 정비 문소황후
- 오의 최대 군사 육손(陸遜)